# Eta Scuti
Désignations
Eta Scuti (η Scuti / η Sct) est une étoile géante de la constellation de l'Écu de Sobieski, située non loin de la limite avec celle de l'Aigle. Elle est visible à l'œil nu avec une magnitude apparente de 4,82. L'étoile présente une parallaxe annuelle de 15,39 mas mesurée par le satellite Gaia, ce qui permet d'en déduire qu'elle est distante d'environ ∼ 212 a.l. (∼ 65 pc) de la Terre. Elle se rapproche du Système solaire à une vitesse radiale de −92,5 km/s.

## Propriétés
Eta Scuti est une étoile géante rouge vieillissante de type spectral K1-III. C'est une géante du red clump, ce qui indique qu'elle génère son énergie par fusion de l'hélium dans son noyau. L'étoile est âgée d'environ 2,8 milliards d'années et elle est 1,5 fois plus massive que le Soleil. Après avoir épuisé les réserves en hydrogène de son cœur, elle s'est étendue et son rayon est devenu 12 fois plus grand que le rayon solaire. Elle est 63 fois plus lumineuse que le Soleil et sa température de surface est de 4 693 K.

## Nomenclature
η Scuti était auparavant connue en tant que 9 Aquilae. En effet, John Flamsteed ne reconnaissait pas l'Écu comme une constellation à part entière et inclut plusieurs de ses étoiles dans la constellation de l'Aigle. La désignation « η Scuti » fut attribuée à l'étoile non pas par Bayer (qui vécut avant qu'Hevelius ne crée la constellation) mais ultérieurement par Benjamin Gould en 1879,.